# Федерати
Федератите (на латински: foederati, ед.ч.: foederatus) се наричат такива варварски племена, които през IV и особено V век (Великото преселение на народите) получават разрешение от римските императори да се заселят на територията на Западната Римска империя след подписването на специален договор – федус, с който се уговарят отношенията между империята и определеното варварско племе.
Най-често пришълците се задължават да защитават границите на империята и да ѝ плащат данъци, в замяна на което получават правото да се заселят в пограничните ѝ райони и да обработват нейни земи.
Неспособността на Римската империя да застави варварите да водят уседнал начин на живот води до създаването на т. нар. варварски кралства на територията ѝ.